# 로저 디킨스
로저 디킨스 경(영어: Sir Roger Deakins, CBE, 1949년 5월 24일 ~ )은 영국의 촬영 감독이다.  영화 《블레이드 러너 2049》를 통해 제90회 아카데미상 촬영상을 수상했다. 《쇼생크 탈출》로 제67회 아카데미상 촬영상 후보에 오른 것을 시작으로, 총 14회 노미네이트되었다.

## 서훈
- 2013년 대영제국 훈장 3등급(CBE) 수훈[2]
- 2021년 기사작위(Knight Bachelor) 서임[1]